# Yoon Ji-yu
Pour les articles homonymes, voir Yoon.
Dans ce nom coréen, le nom de famille, Yoon, précède le nom personnel Ji-yu.
Yoon Ji-yu (en hangeul : 윤지유 ; RR : Yun Jiyu), née le 28 décembre 2000 à Yongin, est une pongiste handisport sud-coréenne concourant en classe 3 pour les athlètes en fauteuil roulant. Elle remporte sa première médaille paralympique en individuel lors des Jeux de 2020.

## Biographie
Elle est paralysée à l'âge de 28 mois à cause d'un syndrome de l'artère spinale antérieure. Elle a une sœur jumelle.

## Palmarès

### Jeux paralympiques
- médaille d'argent par équipes classe 1-3 aux Jeux paralympiques d'été de 2020 à Tokyo
- médaille de bronze par équipes classe 1-3 aux Jeux paralympiques d'été de 2016 à Rio de Janeiro
- médaille de bronze en individuel classe 3 aux Jeux paralympiques d'été de 2020 à Tokyo

### Championnats asiatiques
- médaille d'argent par équipes classe 1-3 aux Championnats d'Asie 2017 à Pékin
- médaille de bronze en individuel classe 3 aux Championnats d'Asie 2017 à Pékin
- médaille de bronze en individuel classe 3 aux Championnats d'Asie 2019 à Taichung